# Zander Clark
Zander Clark (Glasgow, 26 de junio de 1992) es un futbolista británico que juega en la demarcación de portero para el Heart of Midlothian F. C. de la Scottish Premiership.

## Selección nacional
Hizo su debut con la selección de fútbol de Escocia el 17 de octubre de 2023 en un partido amistoso contra Francia que finalizó con un resultado de 4-1 a favor del combinado francés tras los goles de Kylian Mbappé, Kingsley Coman y un doblete de Benjamin Pavard para Francia, y de Billy Gilmour para Escocia.

### Participaciones en Eurocopas
| Copa          | Sede     | Resultado    | Partidos | Goles |
| ------------- | -------- | ------------ | -------- | ----- |
| Eurocopa 2024 | Alemania | Primera fase | 0        | 0     |

## Clubes
| Club                              | País    | Año       | Partidos | Goles |
| --------------------------------- | ------- | --------- | -------- | ----- |
| St. Johnstone F. C.               | Escocia | 2010-2011 | 0        | 0     |
| Elgin City F. C. (cedido)         | Escocia | 2011-2012 | 41       | 0     |
| St. Johnstone F. C.               | Escocia | 2013      | 0        | 0     |
| Queen of the South F. C. (cedido) | Escocia | 2013-2015 | 68       | 0     |
| St. Johnstone F. C.               | Escocia | 2015-2022 | 211      | 0     |
| Heart of Midlothian F. C.         | Escocia | 2022-     | 69       | 0     |

## Palmarés

### Títulos nacionales
| Título                     | Club                | País    | Año  |
| -------------------------- | ------------------- | ------- | ---- |
| Copa de la Liga de Escocia | St. Johnstone F. C. | Escocia | 2021 |
| Copa de Escocia            | St. Johnstone F. C. | Escocia | 2021 |